# Cefalea
El término cefalea (del latín cephalaea, y este del griego κεφαλαία, de κεφαλή, cabeza) hace referencia a  los dolores  y molestias localizadas en cualquier parte de la cabeza, en los diferentes tejidos de la cavidad craneana, en las estructuras que lo unen a la base del cráneo, los músculos y vasos sanguíneos que rodean el cuero cabelludo, cara y cuello. En el lenguaje coloquial, cefalea es sinónimo de dolor de cabeza.
La cefalea es un síntoma muy frecuente. Se estima que, en los países occidentales, lo presenta al menos una vez al año el 50% de la población, aunque solamente el 20% ha presentado cefalea intensa en alguna ocasión a lo largo de su vida. Puede presentarse como resultado de muchas afecciones tales como la migraña, dolor de cabeza de tipo tensional o dolor de cabeza en racimo, cada tipo de cefalea tiene una causa diferente.
Existen distintos sistemas de clasificación para los dolores de cabeza. El más reconocido es el de la Sociedad Internacional de cefaleas.
El tratamiento de un dolor de cabeza depende de la causa subyacente, pero por lo general incluye analgésicos.
Aunque generalmente se trate de un trastorno benigno y transitorio, en ocasiones también puede ser originado por una enfermedad grave que ponga en peligro la vida de la persona.

## Clasificación y etiología
La cefalea en realidad es un síntoma que puede estar originado por una interminable lista de causas. La Sociedad Internacional de Cefaleas (International Headache Society) publica una clasificación actualizada periódicamente, en la cual se explican de forma detallada los distintos orígenes de esta afección.

### Cefaleas primarias

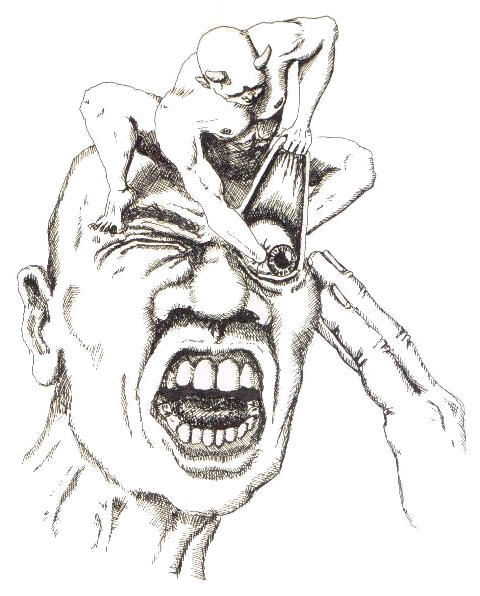
La cefalea en racimos (The Cluster Headache), dibujo de J. D. Fletcher.

Suponen en torno al 78% de las cefaleas, tienden a no ser graves, aunque el dolor puede ser muy intenso:
- Migraña. Es una cefalea muy frecuente, afecta entre el 12 y el 16% de la población mundial. Produce ataques de dolor intenso, que de forma característica afecta solo a la mitad derecha o izquierda de la cabeza, y se acompaña de náuseas, vómitos y sensación pulsátil.[6]
- Cefalea tensional: Es la más frecuente.[7] El dolor se presenta en toda la cabeza de manera regular. La sensación es que algo aprieta el perímetro de la cabeza. Suele producirse por contracturas musculares o estrés. Mejora mucho con la actividad física y la relajación. Es un dolor opresivo en banda que abarca todo el perímetro del cráneo. El tratamiento puede requerir medicación preventiva constante si los ataques son muy frecuentes, además del tratamiento del dolor agudo cuando este es muy intenso.[6]
- Cefalea en racimos y otras cefalalgias trigémino-autonómicas: La cefalea en racimos es un tipo de dolor de cabeza extremadamente intenso, la cual recibe otros muchos nombres, como Cluster Headache, cefalea histamínica y cefalea de Horton. Todas estas denominaciones son sinónimos y pueden emplearse indistintamente. En este apartado se incluye también la hemicránea paroxística que es muy poco frecuente.[6]
- Otras cefaleas primarias: Se incluyen varios subtipos, entre ellos la cefalea asociada a la actividad sexual, la cefalea benigna por tos, la cefalea benigna por ejercicio y la cefalea hípnica.[8]

### Cefaleas secundarias
Son aquellas que están provocadas por una enfermedad conocida. Pueden deberse a enfermedades muy diversas y se dividen en grupos según su causa:
- Traumatismo craneal, cervical o ambos. Son cefaleas por traumatismo craneoencefálico.
- Trastorno vascular craneal o cervical. Son cefaleas de causa vascular, es decir por alteraciones de los vasos sanguíneos, tanto arterias como venas, entre ellas las causadas por una arteritis de la temporal.
- Trastorno intracraneal no vascular. Por ejemplo: cefalea por aumento de la presión del líquido cefalorraquídeo, cefalea por disminución de la presión del líquido cefalorraquídeo, o cefalea por neoplasia intracraneal.
- Consumo de una sustancia o supresión de ese consumo. Son cefaleas por abuso de medicación, drogas o por síndrome de abstinencia.
- Infección. Puede ser una infección intracraneal, como la meningitis y la encefalitis; o infecciones generales, como la gripe.
- Trastorno de la homeostasis: hipoxia, diálisis, hipertensión arterial, hipotiroidismo.
- Dolor atribuido a trastorno del cráneo, cuello, ojos, oídos, nariz, senos, dientes, boca u otras estructuras faciales o craneales. Se incluyen las cefaleas causadas por alteraciones del oído, como la otitis, de los senos paranasales entre ellas la sinusitis y del ojo, por ejemplo el glaucoma agudo.
- Trastornos gastrointestinales pueden ser causantes de cefalea, entre ellos la infección por Helicobacter pylori, la enfermedad celíaca, la sensibilidad al gluten no celíaca, el síndrome del intestino irritable, la enfermedad inflamatoria intestinal, la gastroparesia y los trastornos hepatobiliares.[10][11][12]

### Neuralgias craneales y dolor facial central y primario y otras cefaleas
- Neuralgias craneales y causas centrales de dolor facial. Incluye la cefalea por neuralgia del trigémino, por neuralgia del nervio glosofaríngeo y la cefalea por estímulos fríos o "cefalea del helado".
- Otros tipos de cefalea, neuralgia craneal y dolor facial central o primario. Incluye todas aquellas cefaleas que no pueden encuadrarse en ninguno de los apartados anteriores.

## Patogenia
Los mecanismos que producen las cefaleas son diferentes según el tipo de la misma:
- Espasmo o inflamación de los músculos de la cabeza y el cuello.
- Distensión, tracción o dilatación de los vasos sanguíneos de la cabeza, incluyendo las arterias y venas tanto del interior del cráneo como externas al mismo.
- Inflamación, compresión o tracción de los nervios sensitivos craneales.
- Irritación de las meninges  en la cefalea de la meningitis por ejemplo.
- Hipertensión intracraneal. Es decir aumento de la presión del líquido cefalorraquídeo en el interior del cráneo.

### Fisiopatología
El cerebro propiamente dicho no es sensible al dolor, porque carece de receptores del dolor. Sin embargo, varias zonas de la cabeza y el cuello sí tienen receptores del dolor y, por tanto, pueden sentirlo. Entre ellas se incluyen las arterias extracraneales, la arteria meníngea media, las grandes venas, los senos venosos, los nervios craneales y espinales, los músculos de la cabeza y el cuello, las meninges, el falx cerebri, partes del tronco encefálico, los ojos, las orejas, los dientes y el revestimiento de la boca. Las arterias piales, y no las venas piales, son las responsables de la producción del dolor.
Los dolores de cabeza suelen ser el resultado de la tracción o irritación de las meninges y los vasos sanguíneos. Los receptores del dolor pueden ser estimulados por traumatismos craneales o tumores y provocar cefaleas. Los espasmos de los vasos sanguíneos, la dilatación de vasos sanguíneos, la inflamación o infección de las meninges y la tensión muscular también pueden estimular los receptores del dolor. Una vez estimulado, un nociceptor envía un mensaje a lo largo de la fibra nerviosa hasta las células nerviosas del cerebro, señalando que una parte del cuerpo duele.
Las cefaleas primarias son más difíciles de entender que las secundarias. Se desconocen los mecanismos exactos que causan las migrañas, las cefaleas tensionales y las cefaleas en racimo. A lo largo del tiempo ha habido diferentes hipótesis que intentan explicar lo que ocurre en el cerebro para causar estos dolores de cabeza.
Actualmente se cree que las migrañas están causadas por una disfunción de los nervios del cerebro. Anteriormente, se pensaba que las migrañas estaban causadas por un problema primario con los vasos sanguíneos del cerebro. Esta teoría vascular, que fue desarrollada en el siglo XX por Wolff, sugería que el aura en las migrañas está causada por la constricción de los vasos intracraneales (vasos dentro del cerebro), y el dolor de cabeza en sí está causado por la dilatación de rebote de los vasos extracraneales (vasos justo fuera del cerebro). La dilatación de estos vasos sanguíneos extracraneales activa los receptores del dolor en los nervios circundantes, provocando el dolor de cabeza. La teoría vascular ya no se acepta. Los estudios han demostrado que el dolor de cabeza migrañoso no se acompaña de vasodilatación extracraneal, sino que solo presenta una leve vasodilatación intracraneal.
Actualmente, la mayoría de los especialistas piensan que las migrañas se deben a un problema primario con los nervios del cerebro. Se cree que las auras están causadas por una onda de aumento de la actividad de las neuronas de la corteza cerebral (una parte del cerebro) conocida como depresión cortical difusa seguido de un periodo de actividad depresiva. Algunas personas piensan que los dolores de cabeza son causados por la activación de nervios sensoriales que liberan péptidos o serotonina, causando inflamación en arterias, duramadre y meninges y también causan cierta vasodilatación. Los triptanos, medicamentos que tratan las migrañas, bloquean los receptores de serotonina y constriñen los vasos sanguíneos.
Las personas más susceptibles de experimentar migrañas sin dolor de cabeza son las que tienen antecedentes familiares de migrañas, las mujeres y las mujeres que experimentan cambios hormonales o toman píldoras anticonceptivas o se les prescribe terapia hormonal sustitutiva.
Se cree que las cefaleas tensionales están causadas por la activación de los nervios periféricos de los músculos de la cabeza y el cuello.
Las cefaleas en racimo implican una sobreactivación del nervio trigémino y del hipotálamo en el cerebro, pero se desconoce la causa exacta.

## Diagnóstico
El diagnóstico médico se basa en tres pilares: Historia clínica, exploración del paciente y pruebas complementarias.

### Historia clínica
Es importante conocer los siguientes datos, que nos ayudarán a reconocer el tipo de cefalea y su etiología:
- Sexo, edad, hábitos, profesión, antecedentes personales y familiares. También la edad de inicio de la cefalea, su evolución y periodicidad.
- Presencia o ausencia de pródromos, características del dolor, duración, frecuencia y localización.
- Síntomas acompañantes, como náuseas, vómitos o fiebre.
- Respuesta al tratamiento.

### Exploración física general y neurológica
La exploración orienta al profesional médico sobre el tipo de cefalea que presenta el paciente. Dependiendo de los síntomas acompañantes, el tipo de dolor, la edad y los antecedentes pueden ser necesarias diferentes tipos de exploraciones, se citan algunas de las que se emplean más habitualmente:
- Toma de tensión arterial para comprobar si existe hipertensión arterial.
- Signos meníngeos que pueden ser positivos en caso de meningitis.
- Fondo de ojo que permite determinar si existe hipertensión endocraneal.
- Exploración de senos paranasales si se sospecha sinusitis.
- Exploración de la arteria temporal para comprobar si existe arteritis de la temporal.
- Exploración neurológica, en busca de hemiparesia, ataxia, disminución del campo visual u otras alteraciones motoras y sensitivas.

### Exámenes complementarios
El médico puede recomendar la realización de diferentes pruebas complementarias en casos seleccionados, en muchas ocasiones los datos principales provienen del interrogatorio y de las características, localización e intensidad del dolor. Es usual la solicitud de estudios analíticos, entre ellos el hemograma, la VSG y la PCR.
También pueden solicitarse radiografías de cráneo y columna cervical si se sospecha sinusitis o lesiones óseas y tomografía axial computarizada (TAC) o resonancia magnética nuclear (RMN) para estudiar con detalle el tejido cerebral y detectar estructuras anómalas como tumores cerebrales.

## Signos clínicos de gravedad

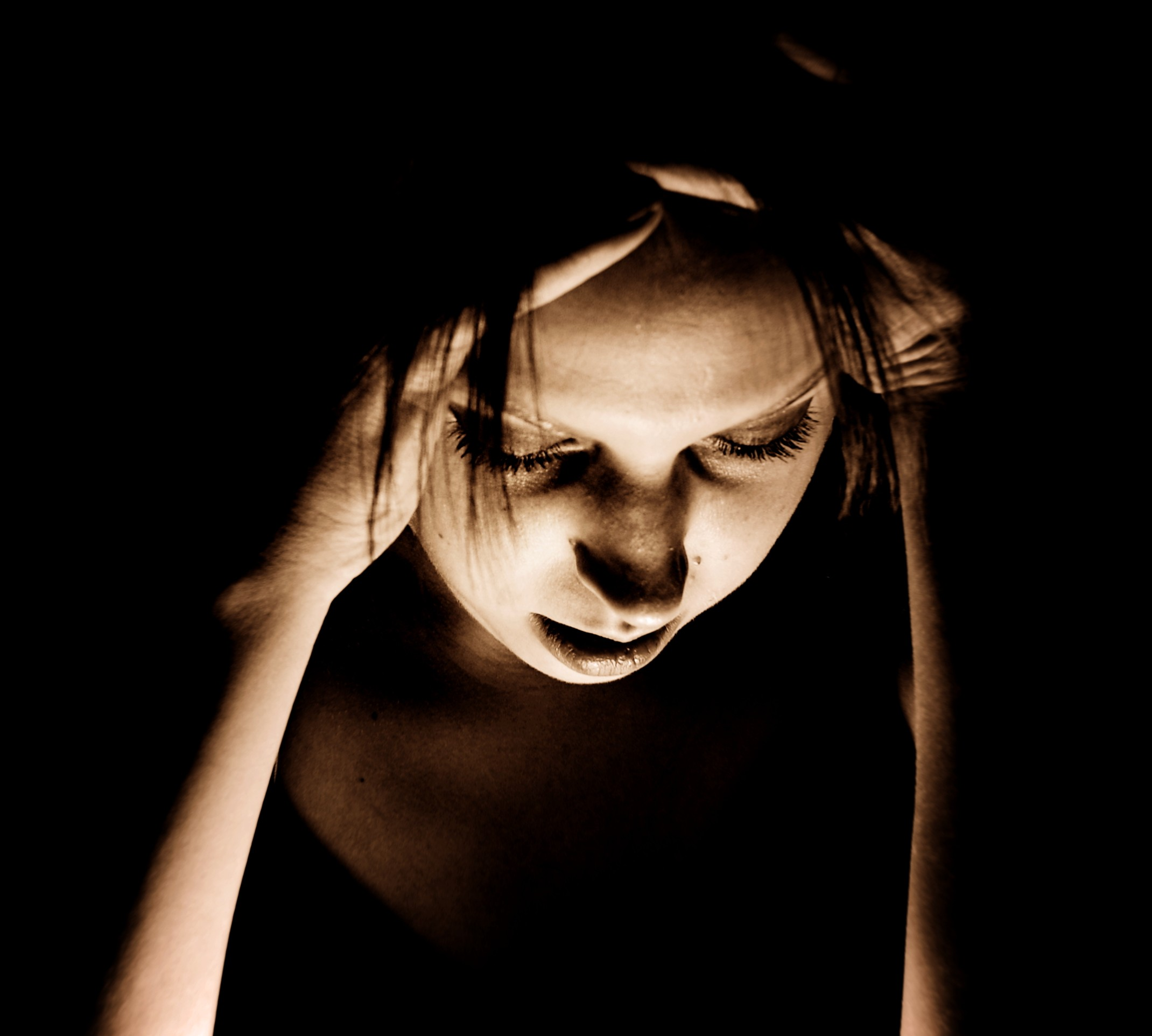
Can't Concentrate: 14/365, fotografía de Sasha Wolff.

Puede ser difícil diferenciar entre dolores de cabeza benignos de bajo riesgo y dolores de cabeza peligrosos de alto riesgo, ya que los síntomas suelen ser similares.
Los siguientes signos o síntomas pueden ser indicativos de procesos agudos o de mayor gravedad, por lo que obligan a un estudio más exhaustivo y específico:
1. Inicio brusco con dolor de gran intensidad, o bien durante el ejercicio, especialmente si la cefalea es de nueva aparición y muy intensa. Podría ser sugestivo de una hemorragia subaracnoidea.
2. Curso progresivo, es decir aumento gradual en el transcurso de días o semanas. Puede indicar el crecimiento de una lesión ocupante de espacio, como un tumor cerebral.
3. Inicio en la edad media de la vida, sobre todo si es de carácter progresivo.
4. Cefalea acompañada por alteraciones del nivel de conciencia, signos meníngeos, convulsiones u otros signos neurológicos que hagan sospechar la existencia de un proceso grave.[34][35][32][36]

## Tratamiento
El tratamiento varía ampliamente según la causa y el tipo de cefalea. Las mejores opciones para tratar las cefaleas más comunes son los analgésicos como el paracetamol y los agentes antiinflamatorios no esteroideos (AINEs) como la aspirina, el ibuprofeno y el naproxeno. Sin embargo, es preciso tener en cuenta que estos fármacos no están exentos de efectos secundarios que en ocasiones son graves. Además el abuso de los mismos puede en determinadas circunstancias agravar el problema. Pueden utilizarse en casos de dolor de cabeza leve o moderado que ocurra ocasionalmente. En caso de cefalea intensa, frecuente o con alguno de los síntomas de alarma, debe consultarse siempre con el médico y evitar la automedicación. En la cefalea crónica, el uso prolongado de opioides parece resultar en mayor daño que beneficio.

### Cefalea secundaria
El tratamiento de la cefalea secundaria implica tratar causa, porr ejemplo, una persona con meningitis necesitará antibióticos, mientras que un paciente con un tumor cerebral puede requerir cirugía,quimioterapia o radioterapia.

### Migraña
La migraña puede mejorar levemente con cambios en el estilo de vida, pero la mayoría de las personas necesitan medicamentos para controlar sus síntomas.
Los medicamentos preventivos generalmente se recomiendan cuando las personas tienen más de cuatro ataques de migraña por mes, los dolores de cabeza duran más de 12 horas o son muy incapacitantes. Las posibles terapias incluyen betabloqueantes, antidepresivos, anticonvulsivos y AINE. El tipo de medicamento preventivo generalmente se elige en función de los otros síntomas que presenta la persona. 
Las terapias abortivas para las migrañas pueden ser orales, si es leve o moderada, o pueden requerir un medicamento más fuerte administrado por vía intravenosa o intramuscular. Los dolores de cabeza de intensidad leve a moderada deben tratarse primero con acetaminofén (paracetamol) o antiinflamatorios como ibuprofeno. Si se acompaña de náuseas o vómitos, se puede administrar un antiemético como la metoclopramida. Los ataques de moderados a severos deben tratarse primero con triptán oral, un medicamento que imita a la serotonina (un agonista) y causa una vasoconstricción leve. Si se acompaña de náuseas y vómitos, se pueden administrar triptanos y antieméticos parenterales.
El bloqueo del ganglio esfenopalatino (bloqueo SPG, también conocido como bloqueo del ganglio nasal o bloqueo del ganglio pterigopalatino) puede abortar y prevenir migrañas, dolores de cabeza por tensión y dolores de cabeza en racimos. Fue descrito originalmente por el cirujano otorrinolaringólogo estadounidense Greenfield Sluder en 1908. Se han estudiado tanto los bloqueos como la neuroestimulación como tratamiento para los dolores de cabeza.
Otros tratamientos alternativas son entrenamiento de relajación, retroalimentación electromiográfica y terapia cognitivo-conductual que pueden considerarse para el tratamiento de la migraña, junto con los medicamentos.

### Cefalea tensional
Este tipo de dolor generalmente se puede controlar con antiinflamatorios ( ibuprofeno, naproxeno, aspirina) o acetaminofén. Los triptanos no son útiles en los dolores de cabeza de tipo tensional, a menos que la persona también tenga migrañas. Para los dolores de cabeza crónicos de tipo tensional, la amitriptilina es el único medicamento que se ha demostrado que ayuda. Este es un medicamento que trata la depresión y  de forma independiente el dolor. Actúa bloqueando la recaptación de serotonina y norepinefrina, y también reduce la sensibilidad muscular mediante un mecanismo separado. Los estudios que evalúan la acupuntura como tratamiento han sido mixtos, en general muestran que probablemente no sea útil para los dolores de cabeza tensionales.

### Cefalea en racimo
La terapia incluye sumatriptán subcutáneo (inyectado debajo de la piel) y aerosoles nasales de triptano. La terapia de oxígeno de alto flujo también ayuda con el alivio.
Para las personas con períodos prolongados de dolores de cabeza en racimo, puede ser necesaria una terapia preventiva. Se recomienda el verapamilo como tratamiento de primera línea. El litio también puede ser útil. Para las personas con episodios más cortos, un ciclo corto de prednisona (10 días) puede ser útil. La ergotamina es útil si se administra 1 a 2 horas antes de un ataque.

### Neuromodulación
La neuromodulación periférica tiene beneficios tentativos en los dolores de cabeza primarios, incluidos los dolores de cabeza en racimo y la migraña crónica. Aún se está estudiando cómo puede funcionar.

## Historia

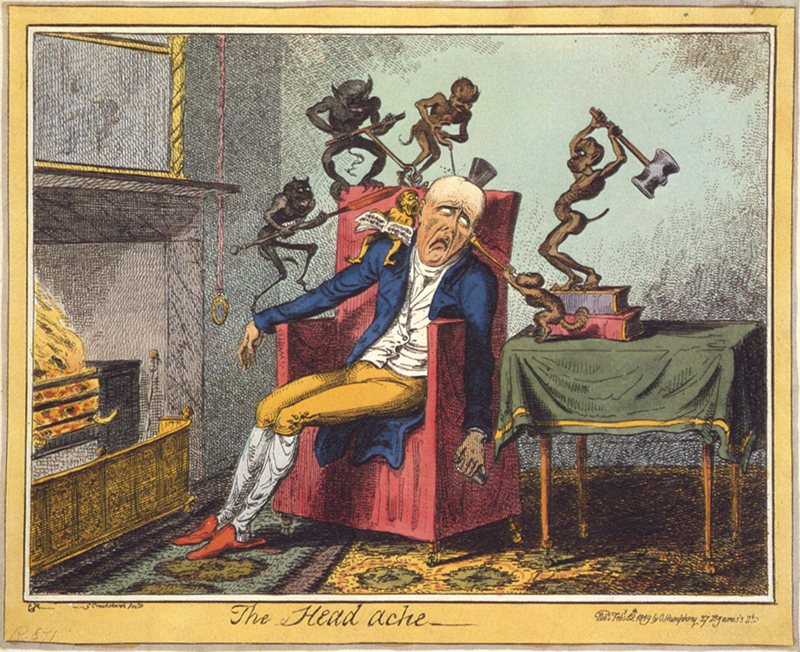
Una caricatura de George Cruikshank de 1819 que representa un dolor de cabeza.

El primer sistema de clasificación del que se tiene constancia fue publicado por Areteo de Capadocia, un erudito médico de la antigüedad grecorromana. Hizo una distinción entre tres tipos diferentes de dolor de cabeza: i) cefalalgia, con la que indica un dolor de cabeza temporal de aparición repentina; ii) cefalea, refiriéndose a un tipo crónico de dolor de cabeza; y iii) heterocrania, un dolor de cabeza paroxístico en un lado de la cabeza.
Otro sistema de clasificación que se asemeja a los modernos fue publicado por Thomas Willis, en De Cephalalgia en 1672. En 1787 Christian Baur dividió de forma general las cefaleas en idiopáticas (primarias) y sintomáticas (secundarias), y definió 84 categorías.